# Streckung (Tragfläche)

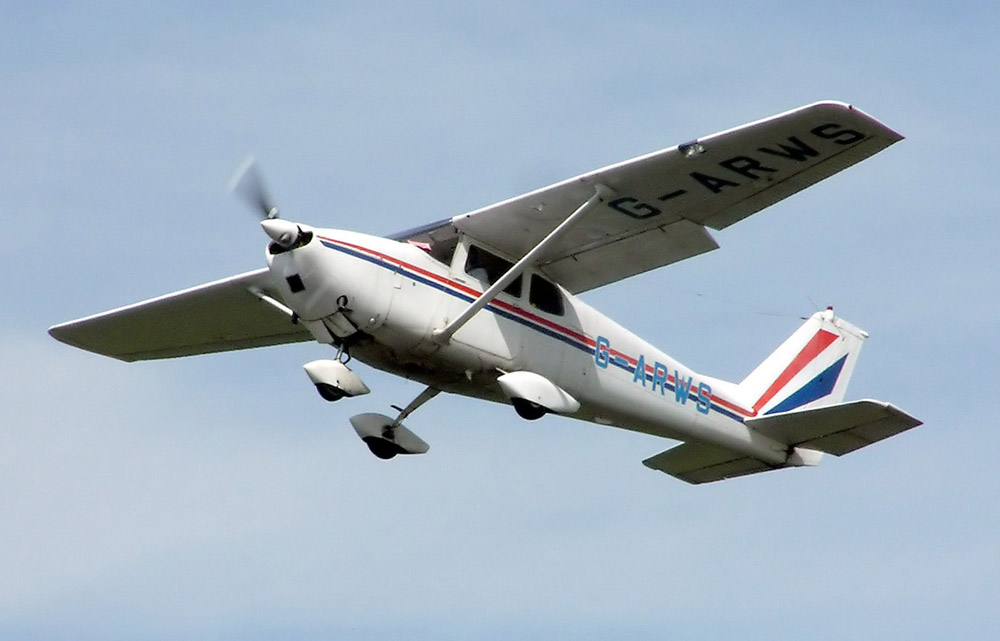
Mittlere Streckung (7,44)
an den Flügeln einer Cessna 175C

Die Streckung {\displaystyle \Lambda } (Lambda) ist eine Kennzahl mit der Einheit Eins für die Schlankheit einer Tragfläche. Sie ist definiert als das Verhältnis des Quadrats der Flügelspannweite zur Flügelfläche oder alternativ auch als Verhältnis der Spannweite zur mittleren Tragflügeltiefe (Seitenverhältnis):
{\displaystyle \Lambda ={\frac {b^{2}}{A}}={\frac {b}{t}}}
mit
- {\displaystyle b}: Spannweite
- {\displaystyle A}: Flügelfläche
- {\displaystyle t}: mittlere Tragflügeltiefe

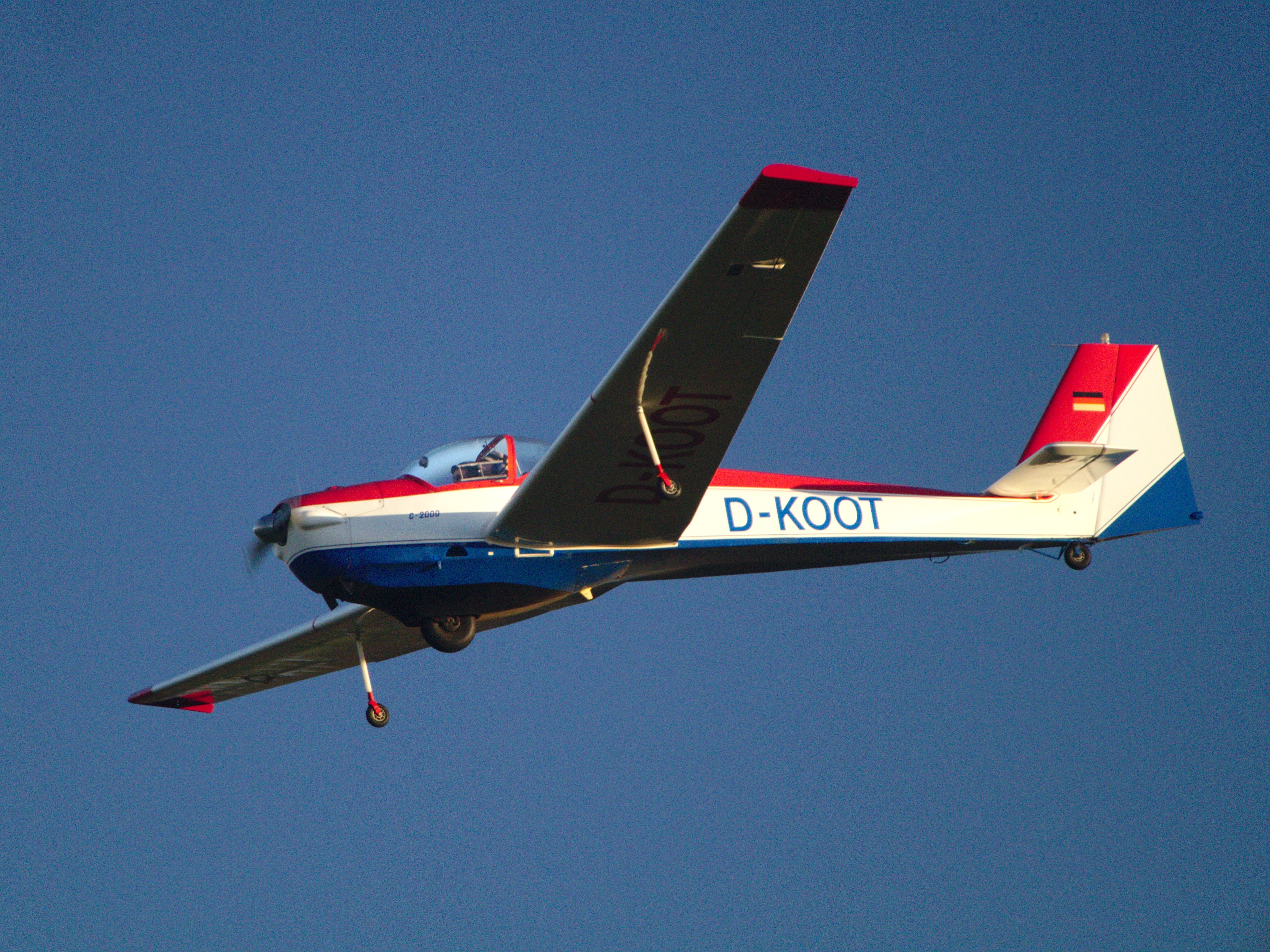
Höhere Streckung (12,86) an einer Scheibe SF25

Allgemein wird ein Wert von Λ = 3 bis 4 für geringe Streckung (Gleitschirm), Λ = 5 bis 6 für mittlere Streckung (Flexible Hängegleiter) und Λ > 20 (Segelflugzeuge) als hohe Streckung angesehen. Flugzeuge der Allgemeinen Luftfahrt haben gewöhnlich eine Streckung zwischen 8 und 10. Sehr geringe Werte Λ < 3 werden dagegen für den transsonischen und Überschallbereich sowie bei Kreisflüglern und ähnlichen Fluggeräten extrem geringer Streckung verwendet.
Eine hohe Streckung der Tragfläche verringert den durch Endwirbel erzeugten induzierten Widerstand. Extrem schlanke Flügel bringen jedoch Probleme bei der mechanischen Stabilität des Flügels und bei der Manövrierbarkeit des Flugzeugs. Winglets haben einen streckungsvergrößernden Einfluss und bewirken somit eine Reduzierung des induzierten Widerstands. 
Lässt man die Spannweite eines Flügels – und somit seine Streckung – gegen „unendlich“ gehen, so verschwinden die Effekte des endlichen Tragflügels und es liegt eine reine zweidimensionale Profilumströmung vor.

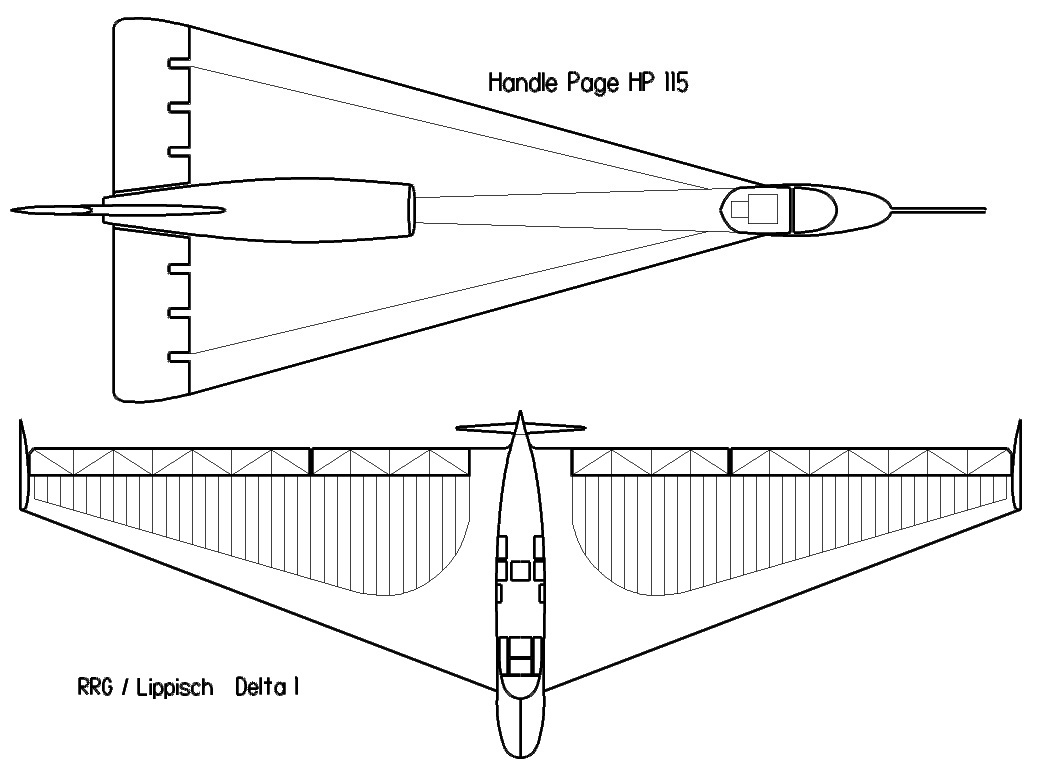
Deltaflügel unterschiedlicher Streckung

Die Streckung eines Tragflügels ist wichtig im Unterschallbereich und bei Flugzeugen, die mit hohem Auftriebsbeiwert betrieben werden. Im Schnellflug mit geringen Auftriebsbeiwerten werden die Vorteile einer hohen Streckung geringer, da der induzierte Widerstand direkt an den Auftriebsbeiwert gekoppelt ist. Im auftriebslosen Flug (Sturzflug) geht der induzierte Widerstand gegen Null, im Langsamflug dagegen macht er den überwiegenden Teil des Gesamtwiderstandes aus.
Im Überschall verändern sich die Strömungsverhältnisse grundlegend, weshalb hier auf eine hohe Streckung verzichtet und die aerodynamische Charakteristik eines Tragflügels fast völlig von der Mach-Zahl entkoppelt werden kann. Die beiden fast zeitgleich 1955/56 entstandenen Lockheed-Konstruktionen F-104 und U-2 zeigen deutlich die Unterschiede der Streckung, wie sie für die unterschiedlichen Anforderungen (Überschall vs. Langstreckenflug in sehr großer Höhe) gewählt wurde.
Ein weiteres Beispiel für Flügel geringer Streckung ist der Delta-Tragflügel. Die beiden Beispiele zeigen Deltaflügel, bei denen noch völlig normale Strömungsverhältnisse Delta 1- (Streckung 7,21) oder Auftriebserzeugung durch Tütenwirbel Handley Page HP.115 (Streckung 0,9) vorherrschen. Eine gewisse Sorte von Unterschall-Flugzeugen wurden aber auch aus anderen Gründen mit extrem geringer Streckung ausgelegt (siehe Fluggeräte extrem geringer Streckung).
Schlanke Flügel mit hoher Streckung findet man bei z. B. bei Segelflugzeugen, aber auch bei Höhenforschungsflugzeugen, und im Tierreich bei Seglern wie Albatrossen und Möwen. Vögel, die sich eher durch Flügelschläge fortbewegen, haben dagegen ein geringeres Seitenverhältnis, z. B. Raben und Krähen. Auch Landgreifvögel haben meist eine geringere Streckung als die genannten Meeresvögel.
Vögel können natürlich ihre Flügelgeometrie im Flug den Gegebenheiten anpassen. Technische Umsetzungen können z. B. Flügelklappen sein, die die Flügeltiefe verändern (z. B. Akaflieg Braunschweig SB11), aber auch Schwenkflügel (z. B. MRCA Tornado) oder teleskopartige Veränderungen der Spannweite wie z. B. bei der FS29 der Akaflieg Stuttgart, bei der die Spannweite zwischen 13,3 und 19 m und damit die Streckung zwischen 20,67 bis 28,54 variiert werden kann. Zu den Höchsten bisher verwirklichten Streckungen gehören die des Segelflugzeuges Eta (51,33) und des Motorflugzeuges Grob Strato 2C (22,02). Im starken Gegensatz dazu stehen die 0,9 bei der HP.115 und die 1,3 bei der Chance Vought V-173.
Das Solarfluggerät AeroVironment Helios verfügt trotz seines Rechteckflügels über eine Streckung von 30,88, das Muskelkraftflugzeug Musculair II über 32,5.

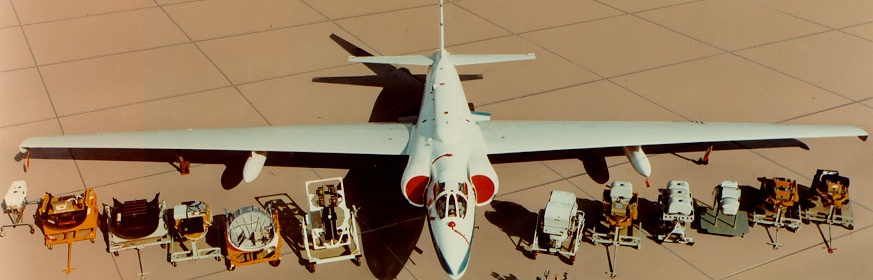
Lockheed U-2 mit relativ hoher Streckung (10,61)

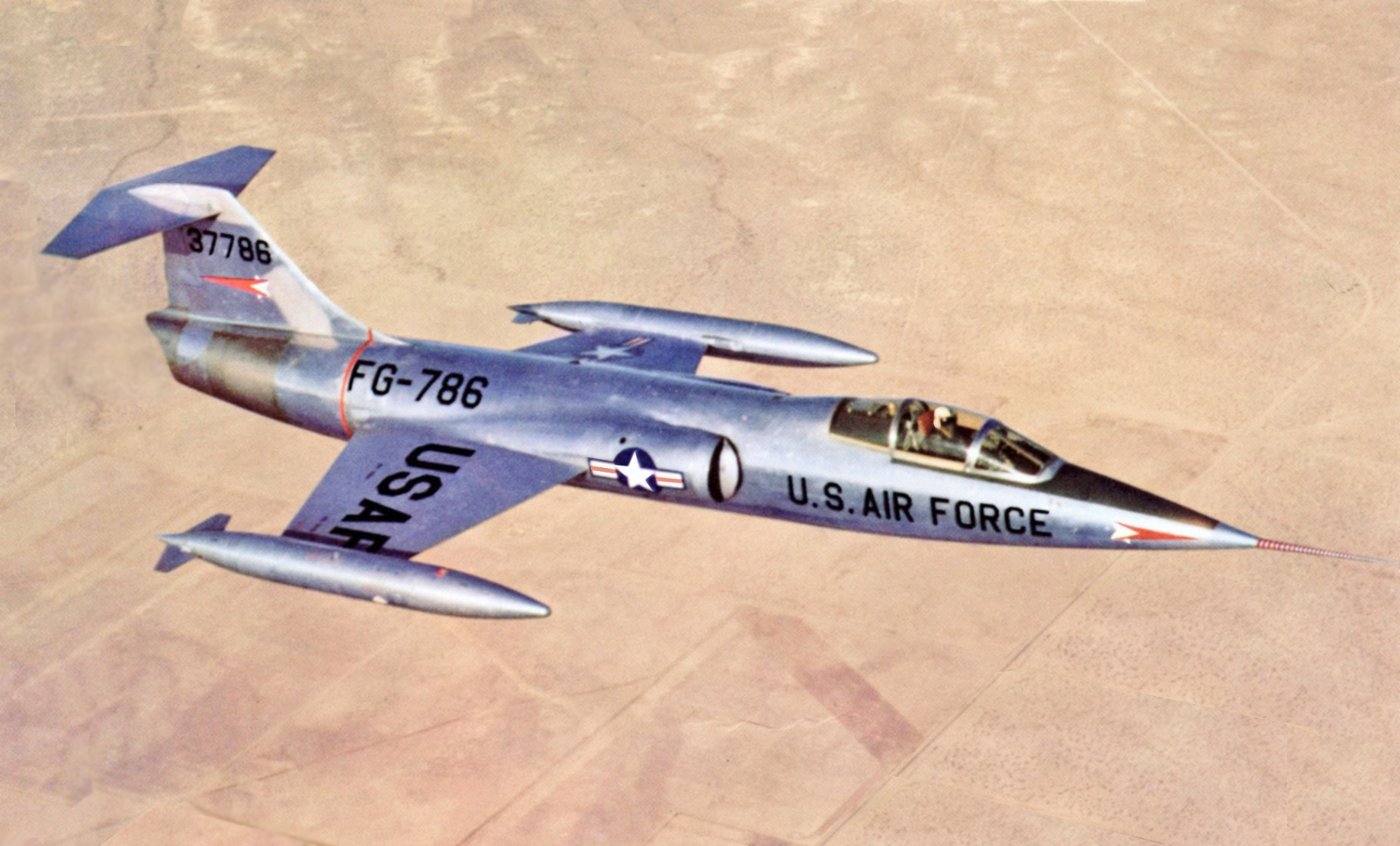
Lockheed F-104 mit sehr geringer Streckung (2,45)

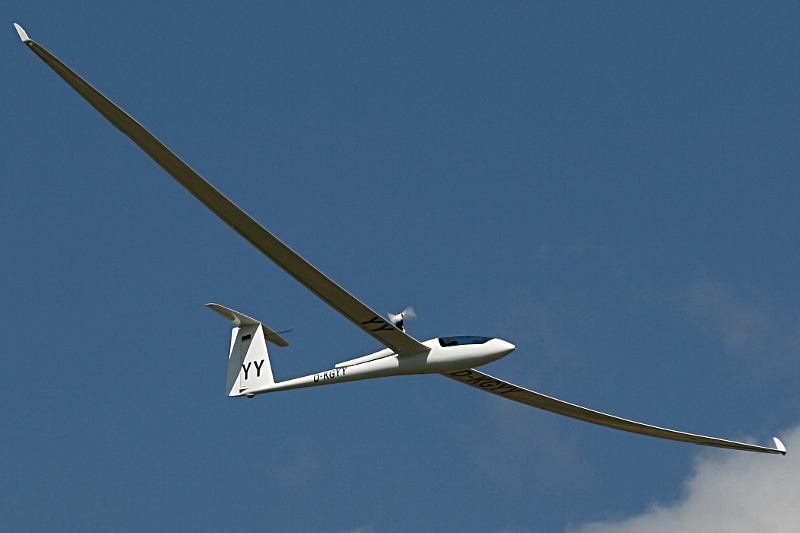
Sehr hohe Streckung (51,33) beim Segelflugzeug Nimeta

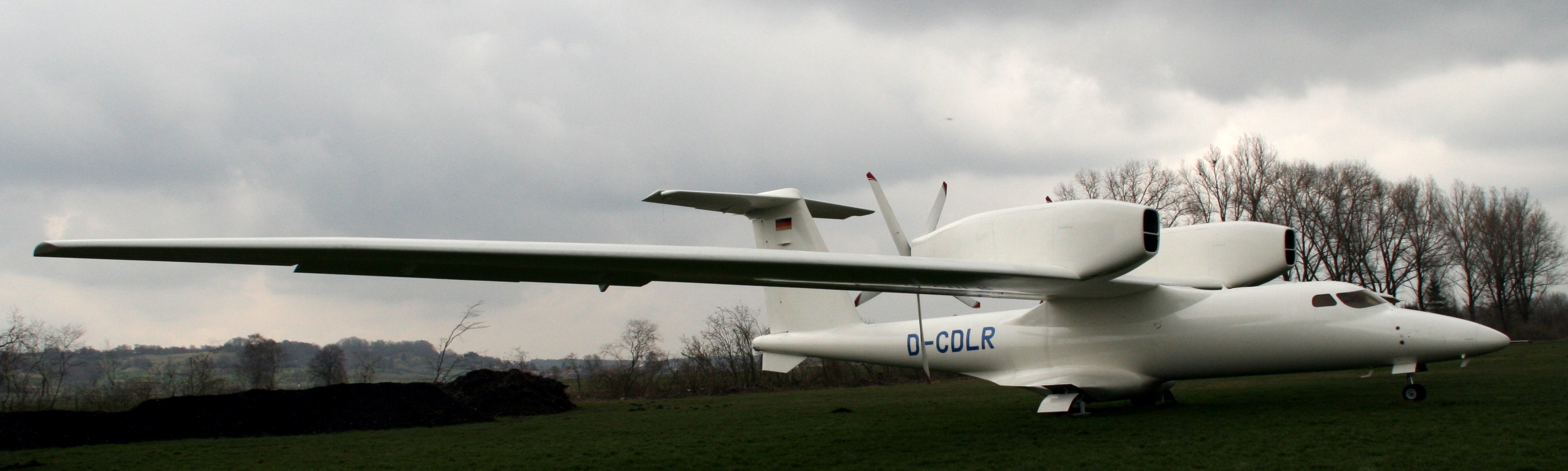
Hohe Streckung (22,02) beim Höhenflugzeug Grob Strato 2C

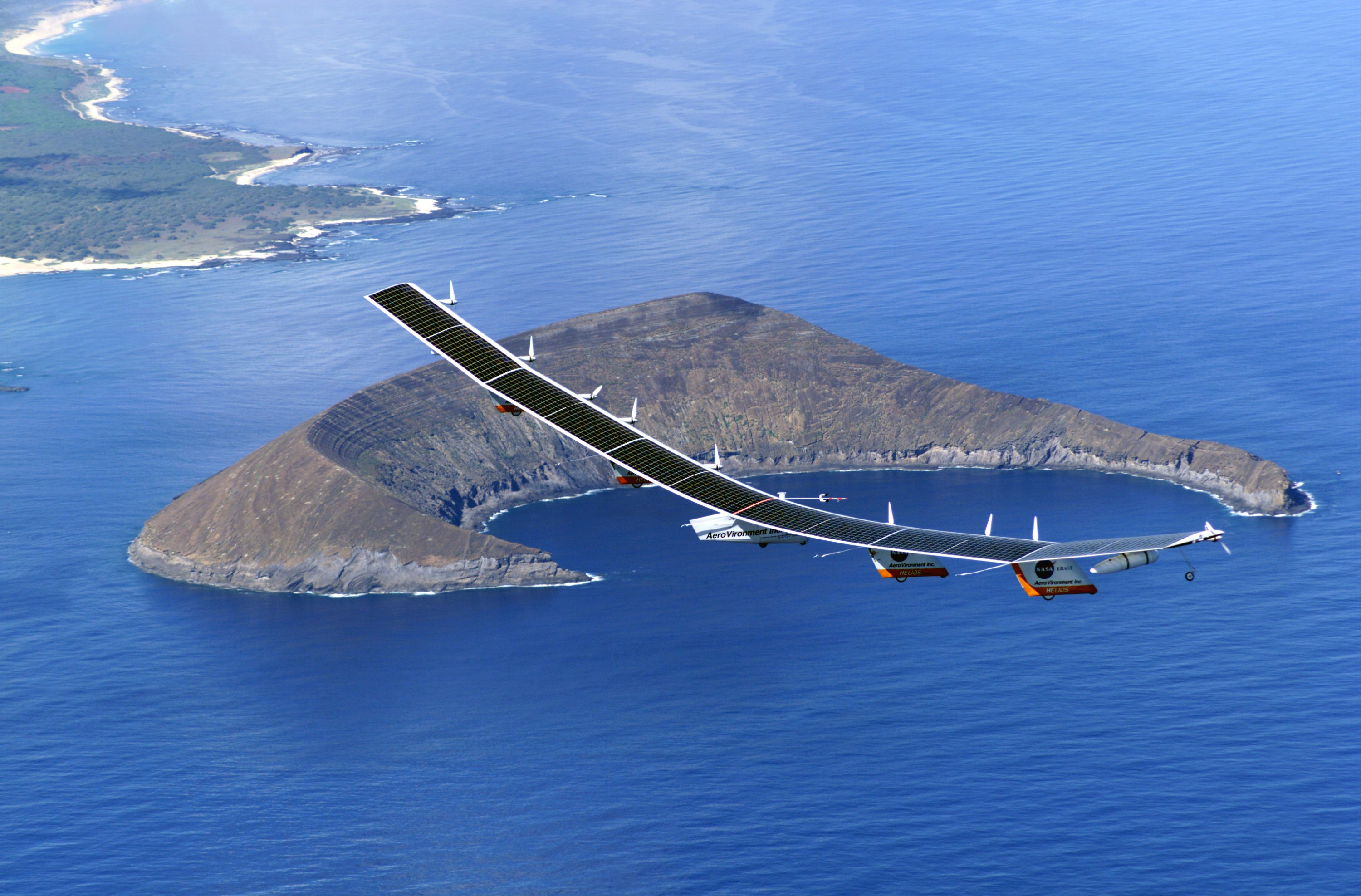
AeroVironment Helios mit hoher Streckung (30,88)

## Beispiele
| Baumuster                    | Spannweite      | Flügelfläche    | Streckung       |
| Strahlflugzeuge              | Strahlflugzeuge | Strahlflugzeuge | Strahlflugzeuge |
| ---------------------------- | --------------- | --------------- | --------------- |
| Handley Page HP.115          | 000.6,10 m      | 00.39,95 m²     | 000.0,93        |
| Dassault Mirage III          | 000.8,82 m      | 00.34,80 m²     | 000.1,94        |
| F-104 Starfighter            | 000.6,68 m      | 00.18,22 m²     | 000.2,45        |
| F-16                         | 000.9,45 m      | 00.27,87 m²     | 000.3,20        |
| Boeing 737 MAX               | 00.35,92 m      | 0.124,60 m²     | 00.10,36        |
| Lockheed U-2                 | 00.31,40 m      | 00.92,90 m²     | 00.10,61        |
| Scaled Composites Modell 311 | 00.34,75 m      | 00.37,16 m²     | 00.32,5         |
| Propellerflugzeuge           |                 |                 |                 |
| Supermarine Spitfire         | 00.11,23 m      | 00.22,48 m²     | 000.5,61        |
| Piper PA-18                  | 00.10,73 m      | 00.16,58 m²     | 000.6,94        |
| Cessna 172                   | 00.10,97 m      | 00.16,17 m²     | 000.7,44        |
| DHC-2 "Beaver"               | 00.14,63 m      | 00.23,20 m²     | 000.9,22        |
| Short 330                    | 00.22,76 m      | 00.42,08 m²     | 00.12,3         |
| Scheibe SF 25C               | 00.15,30 m      | 00.18,20 m²     | 00.12,86        |
| Grob Strato 2C               | 00.56,50 m      | 0.145,00 m²     | 00.22,02        |
| Grob G 520                   | 00.33,0 m       | 00.39,67 m²     | 00.27,5         |
| Segelflugzeuge               |                 |                 |                 |
| Schleicher Ka 6              | 00.15,00 m      | 00.16,17 m²     | 00.13,91        |
| Rolladen Schneider LS4       | 00.15,00 m      | 00.10,50 m²     | 00.21,43        |
| Horten H VI                  | 00.24,40 m      | 00.17,40 m²     | 00.34,22        |
| Schleicher ASH 25            | 00.25,00 m      | 00.16,31 m²     | 00.38,32        |
| Eta/Nimeta                   | 00.30,90 m      | 00.18,60 m²     | 00.51,33        |
| Concordia                    | 00.28 m         | 00.13,7 m²      | 00.57,2         |
| Akaflieg Darmstadt D-30      | 00.20,10 m      | 00.12,0 m²      | 00.33,6         |
| Muskelkraftflugzeuge         |                 |                 |                 |
| Musculair II                 | 00.19,50 m      | 00.11,70 m²     | 00.32,50        |
| Gossamer Albatross           | 00.29,8 m       | 00.45,34 m²     | 00.19,6         |
| Daedalus 88                  | 00.34 m         | 00.29,98 m²     | 00.38,5         |
| Solarflugzeuge               |                 |                 |                 |
| AeroVironment Helios         | 00.75,30 m      | 0.183,88 m²     | 00.30,88        |
| Icaré II                     | 00.25           | 00.25 m²        | 00.25           |